# Jernved (Slesvig)
 For alternative betydninger, se Jernved. (Se også artikler, som begynder med Jernved)
Jernved er et landskab i det nordlige Tyskland mellem Egernførde og Kielerfjorden. I syd afgrænses halvøen af Kielerkanalen, tidligere af Levensåen, som nævnes første gang i kong Valdemars tid ved siden af Ejderen som Danmarks sydgrænse. Området tyske navn, Dänischer Wohld, hentyder til dens position som grænseområde ved Sønderjyllands eller Slesvigs sydgrænse mod det tyske len Holsten. På dansk fandtes også navnene Danskerskoven eller Danskeskov (Sylva Danica). Området var endnu i middelalderen dækket af skov og moser. Deraf stammer navnet Jernved, der betyder hård skov. Járnviðr (Jernskoven) forekommer allerede i Vǫluspá som betegnelse for en mytologisk skov og er vel overhovedet udtrykket for en utilgængelig skov ligesom jernkyst betegner en kyst, som er utilgængelig. Halvøen blev blandt andet nævnt i Kong Valdemars Jordebog fra 1231 som Jarnwith. Navnet findes endnu i Jernved danske Skole i Dänischenhagen nord for Kiel.
I middelalderen var området dansk krongods med enkelte jyske bosættelser . Ellers var halvøen næsten ubeboet. I 1260 blev halvøen pantsat til de holstenske grever  og landområdet blev i større udstrækning koloniseret af sydfra kommende saksere. De ryddede skovene og opdyrkede jorden. I 1662 var 50 % af hele skovområdet ryddet. I dag er kun 6 % af halvøen dækket af skov.
Jernved har altså været beboet af nordtyskerne, som den holstenske adel førte med sig ind i landet fra 1260, dog forekommer der i den nordlige del også danske stednavne såsom Askov eller Lindhoved. Områdets hovedby er Gettorp. Før 1864 hørte halvøen til det danske hertugdømme Slesvig. Området var i flere århundreder præget af store godser, som dannede et godsdistrikt, som stod udenfor herreder (Jernved Godsdistrikt). Beboerne levede op til 1805 som livegne. Efter 1853 kom halvøen til det nyskabte Egernførde Herred. I dag hører den største del af halvøen til Rendsborg-Egernførde kreds. Pris, Frederiksort og Holtenå derimod blev i 1922 indlemmet i storbyen Kiel. Schilksee fulgte i 1959. Store dele af halvøen er præget af godser og herregårde. Ved kysten findes småskove og badestrande med klinter med højder op til 30 meter.
På halvøen Jernved ligger følgende sogne:
- Krusentorp Sogn (Krusendorf)
- Gettorp Sogn (Gettorf)
- Dänischenhagen Sogn